# Xestia atoma
Xestia atoma là một loài bướm đêm trong họ Noctuidae.